# Albert Marie Victor Lemée
Albert Marie Victor Lemée (1872 - 1961) fue un zoólogo, botánico y naturalista francés. Desarrolló importantes exploraciones botánicas a la Guyana Francesa

## Algunas publicaciones

### Libros
- albert marie victor Lemée. 1955. Flore de la Guyane française: Dilléniacées à Composées. Volumen 3 de Flore de la Guyane française. Editor Impr. Commerciale & Administrative
- -------------------------------, w.h.t. Tams. 1950. Contribution à l'étude des Lépidoptères du Haut-Tonkin (Nord Vietnam) et de Saïgon. Números 1-10 de Contribution: Avec le concours pour diverses familles d'Hétérocères. Editor	Libraries Lechevalier, 82 pp.
- -------------------------------. 1941. Dictionnaire descriptif et synonymique des genres de plantes phanérogames. Volumen 8. Editor Imprimerie commerciale et administrative

## Eponimia
- (Xanthorrhoeaceae) Lemeea P.V.Heath[1]